# Miss Turcia
Miss Turcia (Miss Turkey) este un concurs de frumusețe care are loc pe plan național în Turcia. La concurs pot să candideze numai femei necăsătorite. Conncursul a avut loc pentru prima oară în anul 1929, câștigătoarele puteau candida pentru titlul Miss Europe și Miss Universe. În 1932 Keriman Halis, Miss Turcia câștigă titlul Miss Universe. Mai multe decenii la rând există numai informații puține despre concursurile de frumusețe. Abia din anul 1980 concursul Miss Turcia, este organizat mai riguros, câștigătoarele fiind prezentate în ziare cotidine ca: Güneș, Sabah, Tercüman și Bulvar. Iar din anul 1990 concurentele apar în emisiunile posturilor TV, Magic Box, Show TV, Kanal D și STAR TV. Câștigătoarele putând candinda pentru titlurile Miss World, Miss Universe, Miss Europe și Miss International.

## Câștigătoare

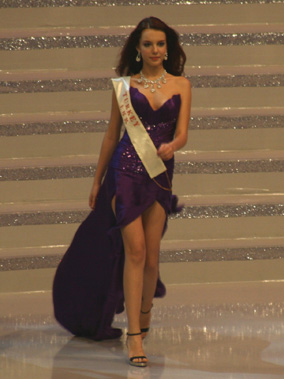
Selen Soyder, Miss Turkey 2007

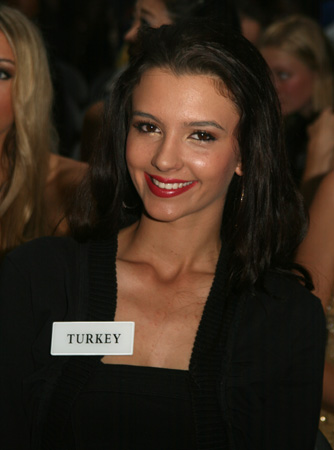
Leyla Lydia Tuğutlu, Miss Turkey 2008

| Anul    | Miss Turkey                |
| ------- | -------------------------- |
| 1929    | Feriha Tevfik              |
| 1930    | Mübeccel Namık             |
| 1931    | Nașide Saffet              |
| 1932    | Keriman Halis              |
| 1933    | Nazire Hanım               |
| 1934-52 | nicht bekannt              |
| 1953    | Ayten Akyol                |
| 1954-66 | nicht bekannt              |
| 1967    | Yelda Gürani Saner         |
| 1968    | Mine Vargı                 |
| 1969    | nicht bekannt              |
| 1970    | Asuman Tuğberk Yolaç       |
| 1971    | Filiz Vural                |
| 1972    | nicht bekannt              |
| 1973    | Hale Soygazi               |
| 1974    | nicht bekannt              |
| 1975    | Harika Değirmenci          |
| 1976    | Jale Bayhan                |
| 1977    | Kamer Bulutöte             |
| 1978    | Sevil Özgültekin           |
| 1979    | Șebnem Ünal                |
| 1980    | Fahriye Funda Ayloğlu      |
| 1981    | Aydan Șener                |
| 1982    | Ayșe Belgin Güven          |
| 1983    | Ebru Özmeriç               |
| 1984    | Harika Vural               |
| 1985    | Filiz Hülya Küçükbayraktar |
| 1986    | Meltem Doğanay             |
| 1987    | Șebnem Dinçgör             |
| 1988    | Meltem Hakarar             |
| 1989    | Burcu Burkut               |
| 1990    | Gülay Pınarbașı            |
| 1991    | Pinar Özdemir              |
| 1992    | Özlem Kaymaz               |
| 1993    | Arzum Onan                 |
| 1994    | Pınar Altuğ                |
| 1995    | Demet Șener                |
| 1996    | Pinar Tezcan               |
| 1997    | Çağla Șıkel                |
| 1998    | Buket Saygi                |
| 1999    | Ayșe Hatun Önal            |
| 2000    | Yüksel Ak                  |
| 2001    | Tuğçe Kazaz                |
| 2002    | Azra Akın                  |
| 2003    | Tuğba Karaca               |
| 2004    | Nur Gümüșdoğrayan          |
| 2005    | Hande Subașı               |
| 2006    | Merve Büyüksaraç           |
| 2007    | Selen Soyder               |
| 2008    | Leyla Lydia Tuğutlu        |
| 2009    | Ebru Șam                   |
| 2010    | Gizem Memic                |